# Битка на реци Шајо
Битка на реци Шајо или Мухичка битка је била главна битка између Монголског царства и Угарске током монголске инвазије Европе. Одиграла се 11. априла 1241. код села Мухи, југозападно од реке Шајо. После инвазије Угарска је лежала у рушевинама. Скоро половину насељених места су уништиле монголске војске. Изгубљено је око 15-20 посто становнишва, углавном у низијским предлима, нарочито у Алфелду, и данашњем Банату и јужној Трансилванији.

## Позадина
После Бату-кановог освајања Кијевске Русије (1237-1240), наредни циљ Монгола била је Мађарска. Груписање свих монголских снага против Мађарске крило је у себи за њих озбиљан ризик, јер су се пољске грофовије, Чешка, Моравска, па и Немачко царство, забринути опасношћу провале Монгола у Европу, припремали за отпор. То је, највероватније, разлог што је Бату, после овладавања Галичем (у Галицији, данас Украјина), децембра 1240, поделио своју војску у две групе: једна слабија, под командом Каидуа, требало је да обезбеди својим дејствима против Пољака, Чеха и Немаца десни бок јаче групе, под командом Батуа и Субудаја, усмерене на Мађарску.
Операције је прва почела Каидуова група, подељена у више самосталних колона. Сандомјеш је освојен 13. фебруара 1241. Уједињена војска пољских грофовија тучена је убрзо код Шидловјеца (пољ. Szydlowiec) у близини реке Чарне (пољ. Czarna). Краков је заузет 24. марта, спаљен, а становништво побијено. Код Лигница у Шлезији дошло је 9. априла 1241. до судара између Монгола и здружених пољских и немачких витезова и Темпларског витешког реда под војводом Доње Шлезије Хенриком II Побожним (пољ. Henryk II Pobozny). Монголи су и ту однели победу. Моравска је затим била лак плен.
У међувремену је почела своја дејства и војска под непосредном командом Бату-кана. Док је један део имао задатак да освоји Трансилванију, главнина Батуове војске прешла је 12. марта 1241. Карпате између Мункачева и Ужгорода и за 4 дана, преваливши 300 км, избила је 16. марта 1241. на Дунав у висини Будима, мађарске престонице. Противнике је делио Дунав. Део монголске војске под Каидуом још није тукао до тог тренутка одлучујућу битку на свом правцу, те није била потпуно отклоњена опасност на десном боку. Форсирање Дунава представљало је, такође, озбиљан ризик за монголску коњицу, као и отпочињање одлучујуће битке за Мађарску са Дунавом иза леђа.
Да би избегао форсирање Дунава који је раздвајао монголску и мађарску војску, навукао непријатеље и наметнуо им одлучујућу битку на повољнијим положајима, Бату се почео повлачити према североистоку, према Мункачеву и реци Шајо, како би лишио Мађаре преимућства које му је пружао Дунав и могућности добијања појачања. Шајо (мађ. Sajo, слч. Slana) је река у североисточном делу Мађарске, дуга око 170 км. Извире у Словачким рудним планинама (слч. Slovenske Rudohorie) и делом тече кроз Словачку, а утиче у Тису северно од Полгара (мађ. Polgar).
Мађарска војска, по неким изворима око 65.000 људи, у којој је било немачких, француских и хрватских одреда, под командом краља Беле IV, прешла је 6. априла Дунав и кренула за Монголима. Пошто је прешао Шајо, Бату се одлучио да битку прими у равници, недалеко од ушћа Шајоа у Тису.

## Битка
Мађарска војска избила је 10. априла на десну обалу реке Шајо, испред монголског логора. Истог дана увече Монголи су упутили део снага преко моста на реци у демонстративни напад, који су Мађари одбили.
Ноћу 10/11. априла Монголи су извршили припрему за општи напад, пред зору 11. априла прешли су реку на више импровизованих мостова и газова, и опколили мађарски логор. Опкољена и збијена на малом простору, мађарска војска претрпела је тежак пораз.

## Последице
Краљ Бела је још у току борбе успео да се пробије са делом снага, углавном витезовима и коњицом, док је пешадија већином изгинула и пала у ропство. После ове победе Монголи су постали господари великог дела Мађарске, све до Дунава.
Убрзо је Бату, после 3 дана опсаде, ушао у слабо утврђену Пешту (мађ. Pest). Покушаји краља Беле да нађе помоћ на западу, нису успели. Крајем децембра 1241. Монголи су ушли у Будим и избили до Драве. Већи део Монгола је остао у Мађарској, пустошећи градове, а други под Каданом кренуо је у потеру за Белом који се повукао у Хрватску и Срем. Једна колона пустошила је западни део Срема и Славонију, а друга је преко Дунава упала у Крижевачку жупанију. Спојене затим, устремиле су се на Загреб, освојиле га и опустошиле. Монголи су, потом, подељени у вишше колона, гонећи краља Белу кренули ка мору. Безуспешно су опседали Клис, а Сплит и Трогир су се припремали за одбрану.
Пошто су увидели да се приморски утврђени градови не могу лако освојити, а због несташице хране, нарочито за коње, Кадан је одлучио да се врати у Посавину преко Велебита. Но у подножју Велебита, негде у висини Пага и Раба, његову војску поразили су становници оближњих места и острва. Монголима је тако затворен пут на север преко Велебита. Кадан се затим, пошто је примио почетком маја 1242. вест о смрти кагана Огодаја, који је умро децембра претходне године, преко Далмације, дела Босне и Зете, Србије и Бугарске, пустошећи успут околину Дубровника и Котора, повукао на исток и придружио главнини Батуове војске, која се, вукући са собом масу заробљеника разних националности и претрпана пленом, ужурбано враћала у Азију.